# 해밀토니언 (양자역학)
해밀토니언(Hamiltonian, {\displaystyle {\hat {H}}} 또는 {\displaystyle H}로 표기)은 양자 상태의 시간 변화를 생성하는 에르미트 연산자이다. 이는 고전 해밀턴 역학에서 해밀토니언을 양자화하여 얻을 수 있고, 고전적인 에너지를 나타낸다.

## 해밀토니언과 역학적 에너지
여기서 좌표 q는 대상으로 하는 계의 운동을 나타내는 한 임의로 선택할 수 있고, 운동량 p는 이에 따라 정해진다. 이와 같이 좌표와 운동량이 특별한 관계를 가지며, 이 관계를 정준공액, 이 경우의 좌표와 운동량을 정준켤례인 역학변수라 한다. 따라서 해밀토니안은 정준공액인 역학변수로 에너지를 표현한 것이다.

## 고전역학에서 해밀토니언
고전역학에서 해밀토니언 H는 라그랑지언 L의 일반화 속도를 일반화 운동량으로 르장드르 변환한 것을 말한다.
{\displaystyle H(q_{i},\;p_{i},\;t)\equiv \sum _{i}p_{i}{\dot {q}}_{i}-L(q_{i},\;{\dot {q}}_{i},\;t)}
당초 고전역학에서는 T를 운동 에너지, U를 위치 에너지로 전에너지 H를
{\displaystyle H=H(q,p;t)\,=T(p)+U(q)}
로 일반좌표 q, 일반운동량 p에 따라 표시하는 함수였다. 식에서 t는 시간을 나타낸다.
만약 퍼텐셜 U가 시간의 함수가 아니고
{\displaystyle V=V(q_{i})}
{\displaystyle {\partial V \over \partial t}=0}
주어진 일반화 좌표가 관성계여서 운동에너지가 {\displaystyle {\dot {q}}_{i}}의 이차 형식, 즉 제곱으로 나타낼 때,
{\displaystyle T=\sum _{i}c_{i}{\dot {q}}_{i}^{2}}
(여기서 ci는 임의의 상수) 아래의 관계식이 만족되어
{\displaystyle \sum _{i}p_{i}{\dot {q}}_{i}=\sum _{i}{\dot {q}}_{i}{\partial L \over \partial {\dot {q}}_{i}}=\sum _{i}{\dot {q}}_{i}{\partial T \over \partial {\dot {q}}_{i}}=\sum _{i}2c_{i}{\dot {q}}_{i}^{2}=2T}
이를 해밀토니언에 대입하면
{\displaystyle H=T(q_{i},\;{\dot {q}}_{i})+V(q_{i})}
이 된다. 이러한 경우, 해밀토니언 H를 기하적 에너지 E라 정의한다.
해밀토니언에 대한 시간의 전미분은 다음과 같다.
{\displaystyle {dH \over dt}={\partial H \over \partial t}+\sum _{i}{\partial H \over \partial q_{i}}{\dot {q}}_{i}+\sum _{i}{\partial H \over \partial p_{i}}{\dot {p}}_{i}}
그런데 여기에 해밀턴 방정식 {\displaystyle \partial H/\partial q_{i}=-{\dot {p}}_{i}}, {\displaystyle \partial H/\partial p_{i}={\dot {q}}_{i}} 을 대입하면 다음의 관계가 성립함을 알 수 있다.
{\displaystyle {dH \over dt}={\partial H \over \partial t}}
따라서 해밀토니언이 직접적인 시간의 함수가 아니라면
{\displaystyle {dH \over dt}=0}
이 되어 해밀토니언이 운동 상수가 됨을 알 수 있다. 이런 해밀토니언을 갖는 계를 역학적 에너지가 보존되는 계라 하여 보존계(conservative system)라 한다.

## 양자역학에서 해밀토니언
양자역학에서 해밀토니언은 계의 운동에너지와 포텐셜 에너지의 합으로 전체 에너지를 나타내는 관측가능량이다. 다른 관측가능량들과 마찬가지로, 계의 전체 에너지를 측정할 때, 해밀토니언의 스펙트럼은 관측 가능한 결과를 나타낸다. 다른 자체수반연산자와 마찬가지로, 해밀토니언의 스펙트럼 또한 스펙트럼의 측정을 통해 순수한 점, 완전히 연속이거나 특이점이 있는 경우 등을 분해할 수 있다. 순수한 점 스펙트럼은 계의 특정한 속박상태를 나타내는 고유벡터로 취급될 수도 있다. 완전히 연속인 스펙트럼의 경우는, 상태의 선택이 자유로움을 의미한다. 특이점이 있는 스펙트럼의 경우는, 물리학적으로 불가능한 결과를 포함하기도 한다. 예를 들어, 유한한 퍼텐셜 우물을 생각해보자. 이 때, 속박 상태의 경우는 음의 에너지, 연속적인 자유로운 상태는 양의 에너지를 가지게 된다.

## 같이 보기
- 해밀턴 역학